# Olten Ayres de Abreu
Olten Ayres de Abreu (Mossoró, 27 de setembro de 1928 – São Paulo, 24 de dezembro de 2015) foi um árbitro de futebol, treinador de futebol, advogado e jornalista brasileiro. Era formado em Educação Física pela "Escola Superior de Educação Física de São Carlos", onde participava da AAA 7 de Maio como atleta e disputava os jogos Universitários da FUPE. 
Ele viveu seus grandes momentos como árbitro, tendo apitado partidas memoráveis, como o jogo inaugural do Morumbi, entre São Paulo e Sporting CP, em 2 de outubro de 1960.
Apitou também o jogo entre Santos e Fluminense, no Maracanã, marcado pelo "Gol de Placa" de Pelé. Depois do gol, o jogo ficou paralisado por seis minutos, porque o público aplaudiu o rei do futebol. Olten não teve alternativa, a não ser também bater palmas. Em 2012, numa entrevista ao jornal Lance!, ele explicou: "O estádio inteiro aplaudiu por uns cinco minutos. Só eu iria ficar parado? Nem hesitei!"
Foi o árbitro brasileiro reserva de João Etzel na Copa do Mundo do Chile, em 1962, e também apitou o chamado "Jogo do Século" em Nova Iorque, entre Santos e Internazionale de Milão, em 1968.
Em 1969, treinou o Paulista de Jundiaí, mas acabou dispensado por ser rigoroso demais, sendo substituído pelo presidente do clube.
Olten Ayres de Abreu morava em São Paulo e foi presidente do SITREPESP (Sindicato dos Treinadores Profissionais do Estado de São Paulo) por dez anos. Ele também chegou a atuar em um filme brasileiro, com uma curta participação em O Corintiano (1966), ao lado de Mazzaropi. No filme, Mazzaropi tenta subornar o juiz Olten para "facilitar para o Corinthians", mas recebe uma bronca indignada do mesmo e retira-se rapidinho.
Foi conselheiro vitalício do São Paulo Futebol Clube e morreu aos 87 anos na manhã de 24 de dezembro de 2015.